# Stig Strand

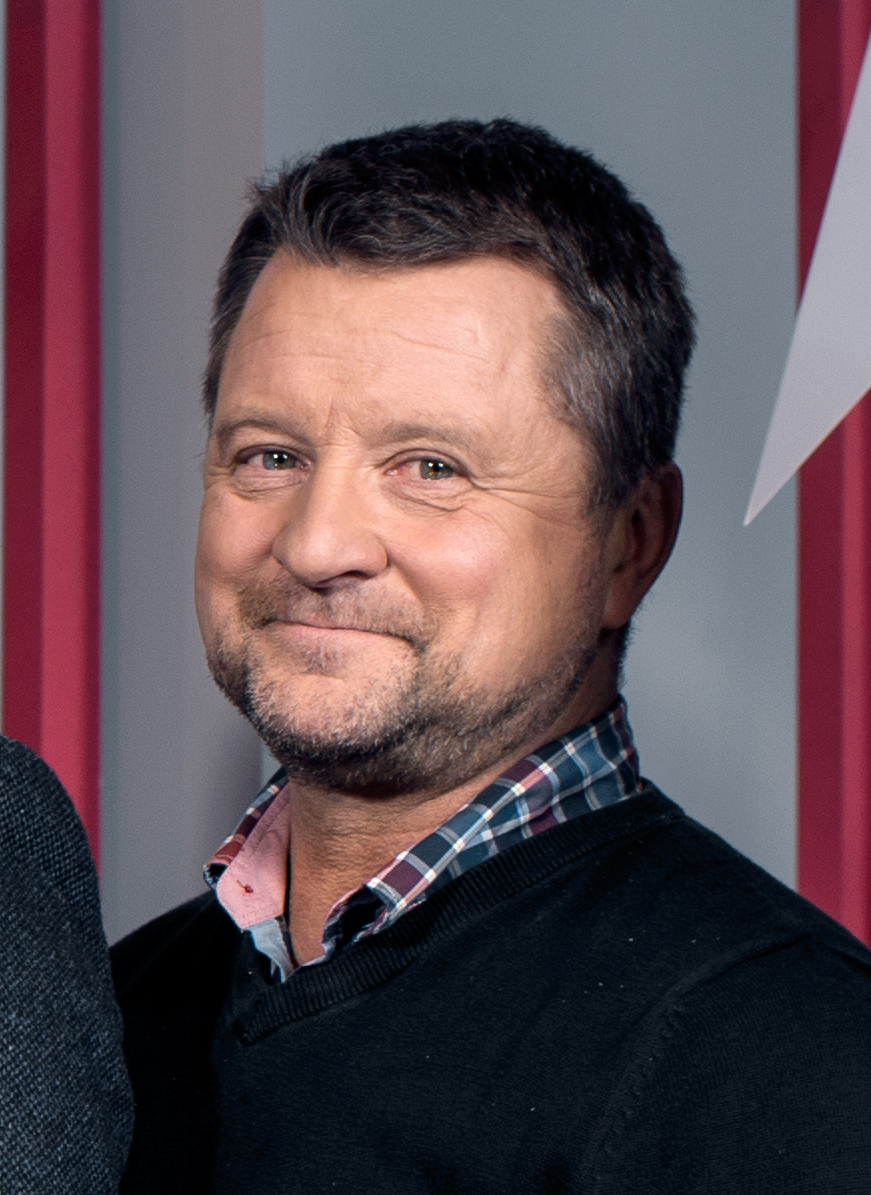

Stig Strand (nacido el 25 de agosto de 1956 en Tärnaby, Suecia) es un esquiador retirado que ganó 1 Copa del Mundo en disciplina de Eslalon y 2 victorias en la Copa del Mundo de Esquí Alpino (con un total de 6 podiums).

## Resultados

### Juegos Olímpicos de Invierno
- 1976 en Innsbruck, Austria
  - Eslalon Gigante: 12.º
  - Eslalon: 12.º
- 1984 en Sarajevo, Yugoslavia
  - Eslalon: 9.º

### Copa del Mundo

#### Clasificación general Copa del Mundo
- 1975-1976: 56.º
- 1976-1977: 46.º
- 1978-1979: 68.º
- 1979-1980: 59.º
- 1980-1981: 31.º
- 1981-1982: 34.º
- 1982-1983: 11.º
- 1983-1984: 39.º

#### Clasificación por disciplinas (Top-10)
- 1980-1981:
  - Eslalon: 9.º
- 1981-1982:
  - Eslalon: 10.º
- 1982-1983:
  - Eslalon: 1.º

#### Victorias en la Copa del Mundo (2)

##### Eslalon (2)
| Fecha                   | Lugar                |
| ----------------------- | -------------------- |
| 21 de diciembre de 1982 | Madonna di Campiglio |
| 20 de marzo de 1983     | Furano               |